# Żółwiak chiński
Żółwiak chiński, miękkoskóry żółw chiński (Pelodiscus sinensis) – gatunek gada z podrzędu żółwi skrytoszyjnych z rodziny żółwiakowatych (Trionychidae).
OpisKarapaks barwy oliwkowozielonej z żółtymi plamami jest mocno spłaszczony o owalnym kształcie. Plastron skrócony. Oba pokryte grubą, miękką i gładką skórą, brak rogowych tarcz. Na tylnej krawędzi karapaksu skóra tworzy gruby fałd. Karapaks połączony z plastronem tylko skórą. Szczęki ostre osłaniają mięsiste wargi. Pysk wyciągnięty w długi ryjek, na końcu którego mieszczą się otwory nosowe. Oczy mocno wystające. Głowa mała, mocno wydłużona, pokryta gładką skórą. Ogon krótki.
RozmiaryDługość karapaksu do 33 cm
Masa ciała do 10 kg.

BiotopRzeki i jeziora z dnem ilasto-piaszczystym i poszarpanych brzegach.
PokarmGłównie ryby oraz skorupiaki, mięczaki, owady i robaki.
BehawiorŚwietnie pływa i nurkuje. Aktywny w nocy. Zimuje na dnie zbiornika wodnego głęboko zagrzebany w mule.
RozmnażanieSamica 2 do 3 razy w roku składa do jam wygrzebywanych w piasku nad brzegiem wody o głębokości ok. 20 cm (rocznie ok. 70) jaj o średnicy ok. 2 cm.
WystępowanieDuże obszary Dalekiego Wschodu – wschodnie Chiny, północny Wietnam, Japonia, Korea, Tajwan, wschodnia Rosja (rzeka Amur). Introdukowany w wielu krajach świata.